# Olympiske mellemlege 1906
De olympiske mellemlege 1906 var en international sportsbegivenhed, som blev afholdt i Athen, Grækenland. I samtiden blev mellemlegene betragtet som olympiske lege og blev kaldt "Anden olympiske lege i Athen" af Den Internationale Olympiske Komité. Imidlertid anerkender IOC officielt ikke resultaterne fra legene, herunder medaljerne, og medaljerne fra legene er ikke udstillet i samlingen af olympiske medaljer i det olympiske museum i Lausanne, Schweiz.

## Baggrund
De første mellemlege var blevet programsat af IOC i 1901 som del af en ny rækkefølge, efter hvilken der skulle afholdes lege hvert fjerde år, mellem de egentlige olympiske lege, fast i Athen. Der var tilsyneladende tale om et kompromis; efter successen med OL 1896 i Athen foreslog grækerne, at de skulle afholde de olympiske lege hvert fjerde år. Da de havde faciliteterne og havde vist, at de kunne stå for et velorganiseret stævne, havde de en vis opbakning til dette. Men Pierre de Coubertin, grundlæggeren af Den Internationale Olympiske Komité, var modstander af det. Han havde forestillet sig, at de første moderne olympiske lege skulle afholdes i 1900 i Paris. Efter at Paris ikke var blevet vært for de første lege, mente Coubertin, at legene ikke skulle afholdes ét sted permanent.
Da OL 1900 i Paris ikke levede op til forventningerne, idet det blev overskygget af verdensudstillingen samme år og samme sted, støttede IOC grækerne ved at give dem en serie af mellemlege hvert fjerde år midt imellem de olympiske lege. Alle legene skulle betragtes som international olympiske lege; forskellen var, at halvdelen af dem skulle følge Coubertins ide om en "international organisation", mens den anden halvdel skulle følge grækernes ide om et permanent hjemsted med den græske olympiske komité som erfaren arrangør. Dette harmonerede ikke med oldtidens forløb, men det var tanken, at når de gamle grækere kunne holde fast i afvikling af legene hvert fjerde år, kunne den moderne olympiske bevægelse klare afholdelse hvert andet år. Da 1902 var for tæt på, og grækerne havde interne stridigheder, blev anden olympiske lege planlagt til afholdelse i Athen i 1906. IOC gav i det store hele sin støtte til den græske olympiske komité til organiseringen.

## Forbedringer
De olympiske mellemlege i 1906 var en succes. I modsætning til OL 1900, 1904 og 1908 blev legene ikke udstrakt over flere måneder eller overskygget af verdensudstillinger. Samtidige udgivelser roste legene:
| Citat | De olympiske lege i 1906 vil gå ind i atletikkens historie som den mest bemærkelsesværdige festival af sin art nogensinde. De overgik på alle måder de succesfulde lege i 1896 (..) Begivenhederne, hændelserne og alt i forbindelse med de olympiske lege 1906 gjorde et uudsletteligt indtryk, og det må håbes, at fremtidige olympiske lege vil leve op til den standard, der er sat i 1906. | Citat |
|       | |       |

Disse lege var også de første, hvortil registreringen af deltagerne gik gennem de nationale olympiske komiteer. Det var første gang, at der blev afholdt en selvstændig åbningsceremoni, hvor deltagerne marcherede ind på stadion nationsvis anført af nationalflagene. Det var også første gang, at der var en olympisk landsby, som her lå i Zappeion. Der blev også afholdt afslutningsceremoni, hejst nationalflag for vinderne og flere andre forhold, der nu regnes for tradition.

## Legene
De olympiske mellemlege blev afholdt fra 22. april til 6. maj 1906 i Athen, Grækenland. De fandt sted på Panathinaiko Stadion, som også havde været brugt til OL 1896 samt Zappas olympiske lege i 1870 og 1875. En række discipliner, der var indgået i de tidligere olympiske lege, var udgået denne gang, mens spydkast og tikamp var nye. 

### Åbning
Legene blev indledt med en egentlig åbningsceremoni, som blev overværet af en stor tilskuerskare. Deltagerne marcherede her ind på stadion nationsvis med deres nationale flag i spidsen. Den officielle åbning af legene blev foretaget af kong Georg 1.

### Højdepunkter
- Der var to springkonkurrencer ved legene (længdespring og højdespring), som begge blev vundet af amerikaneren Ray Ewry; han havde vundet alle stående springkonkurrencer ved OL 1900 og 1904 og nåede dermed op på otte guldmedaljer. Han vandt de samme to konkurrencer ved OL 1908 og nåede dermed op på i alt ti OL-guldmedaljer. Denne bedrift blev først overgået, da Michael Phelps ved OL 2008 nåede op på fjorten guldmedaljer.
- Paul Pilgrim vandt både 400 m og 800 m-løbene. Denne præstation blev først gentaget i 1976 af Alberto Juantorena.
- Canadiske Billy Sherring opholdt sig i Grækenland i to måneder op til legene for at vænne sig til forholdene. Hans anstrengelser bar frugt, da han overraskende vandt maratonløbet. Prins Georg fulgtes med ham på sidste omgang.[7]
- Finland debuterede ved legene, og det skete med manér, da Verner Järvinen vandt guld i diskoskast (græsk stil).
- Peter O'Connor fra Irland vandt guld i trespring og sølv i længdespring. I protest mod at være sat på det britiske hold besteg han flagstangen og hejste det irske flag, mens stangen blev bevogtet af irske og amerikanske deltagere og støtter.
- Ireren Martin Sheridan vandt kuglestød og diskoskast (fri stil), blev toer i begge stående springdiscipliner og stenkast. Han scorede det højeste pointtal af alle deltagere ved legene og fik for sine præstationer et forsølvet spyd, overrakt af kong Georg. Spyddet er udstillet på en pub nær hans hjemby, Bohola.

### Afslutningsceremonien
6.000 skolebørn medvirkede i det, der sandsynligvis var den første egentlige olympiske afslutningsceremoni.

## Deltagende nationer
Ved legene deltog 843 sportsfolk, 837 mænd og seks kvinder. De kom fra 21 lande (heraf deltagende kvinder nævnt i parentes, hvis de forekommer):
- Australien: 4
- Belgien: 17
- Bøhmen: 13
- Canada: 3
- Danmark: 49
- Egypten: 2
- Finland[a]: 4
- Frankrig: 54 (1)
- Grækenland (værtsland): 323 (5)
- Holland: 16
- Italien: 76
- Kreta: 31
- Norge: 32
- Schweiz: 9
- Storbritannien: 31
- Sverige: 39
- Tyskland: 49
- Tyrkiet (Osmannisk): 1
- Ungarn: 35
- USA: 38
- Østrig: 31

## Konkurrencer
Der blev afholdt 74 konkurrencer inden for 14 sportsgrene (konkurrencer i parentes):
- Atletik (21)
- Brydning (4)
- Cykling (6)
  - Banecykling (5)
  - Landevejscykling (1)
- Fodbold (1)
- Fægtning (8)
- Gymnastik (4)
- Roning (6)
- Skydning (12)
- Svømning (5)
  - Dykning (1)
  - Svømning (4)
- Gymnastik (4)
- Tovtrækning (1)
- Vægtløftning (2)

## Medaljetabel
Top 10:
| Placering | Land                 | Guld | Sølv | Bronze | Total |
| --------- | -------------------- | ---- | ---- | ------ | ----- |
| 1         | Frankrig (FRA)       | 15   | 9    | 16     | 40    |
| 2         | USA (USA)            | 12   | 6    | 6      | 24    |
| 3         | Grækenland (GRE)     | 8    | 13   | 13     | 34    |
| 4         | Storbritannien (GBR) | 8    | 11   | 5      | 24    |
| 5         | Italien (ITA)        | 7    | 6    | 3      | 16    |
| 6         | Schweiz (SUI)        | 5    | 6    | 4      | 15    |
| 7         | Tyskland (GER)       | 4    | 6    | 5      | 15    |
| 8         | Norge (NOR)          | 4    | 2    | 1      | 7     |
| 9         | Østrig (AUT)         | 3    | 3    | 3      | 9     |
| 10        | Danmark (DEN)        | 3    | 2    | 1      | 6     |